# Symposiachrus manadensis
Symposiachrus manadensis là một loài chim trong họ Monarchidae.